# Across the Sea
«Across the Sea» es el decimoquinto episodio de la sexta temporada de la serie de televisión Lost. Fue transmitido el 11 de mayo de 2010 por ABC en Estados Unidos y por CTV en Canadá. Los personajes principales son Jacob y el Humo Negro. Nadie del reparto principal aparece en este episodio, salvo una escena de archivo de la primera temporada, al final del episodio, donde aparecen Jack, Kate y Locke.

## Trama
Sobreviviente de un naufragio, llega a la costa de la isla una mujer embarazada llamada Claudia. Otra mujer de mayor edad que vive en la isla le ofrece ayuda. Las dos hablan en latín. Con la mujer mayor como partera, Claudia da a luz un hijo, a quien da el nombre de Jacob. Para sorpresa de ambas después nace un hermano mellizo. El nombre de este bebé es desconocido ya que al no saber que esperaba gemelos no preparó un nombre para este. La mujer mayor asesina a Claudia golpeándola con una piedra y hace creer a los niños durante 13 años que ella es su madre, y de ser ignorantes de un mundo más allá de la isla y de la muerte misma. También eleva a desconfiar de la humanidad, a quien ella considera corrupta y peligrosa.
A la edad de 13 años, Jacob y el Niño de Negro llevan ropa ligera, el primero clara y el otro oscura. El niño de Negro se encuentra en la playa un juego de senet semejante a los del Egipto antiguo, que utiliza piedras blancas y negras como fichas de dos jugadores rivales. Cuando los mellizos descubren que hay otras personas en la isla, su madre les muestra un túnel que va a una misteriosa cueva llena de luz y una corriente subterránea, y les dice que un día serán los protectores de ese sitio. Afirma que los humanos solo destruyen pelean y corrompen y que siempre termina igual. Ella afirma que los dos hermanos no podrán matarse o hacerse algún daño entre sí. 
Poco después, Claudia, la verdadera madre de los gemelos se le aparece al Niño de Negro y le cuenta la verdad sobre su nacimiento y el asesinato subsiguiente, lo informa sobre la existencia del mundo exterior y le explica que las otras personas en la isla llegaron allí 13 años antes y por tanto son su gente. El Niño de Negro decide irse a vivir en el campamento de su gente e invita a Jacob, que decide quedarse con la mujer que los crio.
Durante el transcurso de los siguientes 30 años, de vez en cuando Jacob observa y visita a su hermano en el campamento y juega senet con él. El Hombre de Negro dice que aunque la mujer que los crio está loca, tiene razón aparente sobre la humanidad, puesto que la gente con que convive es egoísta y manipuladora. Sin embargo, él permanece con ellos, debido a que le ayudan a hallar una manera de salir de la isla, pues investigan el uso de las extrañas propiedades electromagnéticas de la isla.
Cuando la mujer que los crio se entera del plan del Hombre de Negro para irse, lleva a Jacob al túnel de la luz, afirma que conduce al corazón de la isla, y que ha llegado el momento para que Jacob se haga cargo de protegerlo. También le dice que nunca debe entrar en el túnel, ya que hacerlo provocaría un destino peor que la muerte misma. A regañadientes, Jacob asume la tutela de la isla. La mujer entonces visita a El Hombre de Negro y se entera de que él y los demás han construido una rueda que, utilizando las energías que han encontrado, puede llevar a la gente fuera de la isla. Al oír esto, ella golpea al Hombre de Negro que queda inconsciente. Toda la gente del campamento es masacrada y su equipo destruido. En respuesta, el Hombre de Negro mata a la mujer. Jacob toma represalias y golpea fuertemente a su hermano y luego lo coloca en la corriente de agua que cae al túnel de luz.
Emerge entonces el monstruo de humo negro, dejando tirado el cuerpo del Hombre de Negro. Jacob lleva los cadáveres de su hermano y de la mujer a una cueva, junto con una bolsa que contiene las piedras en blanco y negro que utilizaban en el juego de senet. Los esqueletos y las piedras serán encontrados finalmente por Jack y Kate siglos después y se les conocerá entre ellos y sus compañeros como «Adán y Eva».